# ميس داغر
ميس داغر (7 أكتوبر 1983) هي كاتبة فلسطينية، مواليد القدس، تسكُن في بيرزيت، وخريجة جامعة بيرزيت.

## المسيرة المهنية
صدر لها مجموعة قصصية أولى بعنوان “الأسياد يحبون العسل”، صادرة عن دار أوغاريت للنشر، رام الله، عام 2013. مجموعة قصصية ثانية بعنوان “معطفُ السيّدة”، صادرة عن الأهلية للنشر والتوزيع في عمان عام 2017. فازت الكاتبة عن هذه المجموعة بجائزة الكاتب الفلسطيني الشاب لعام 2015، في حقل القصة القصيرة، والتي تمنحها مؤسسة عبد المحسن القطان كل عامين لأفضل نص في مجالات الشعر والقصة القصيرة والرواية، للشباب الفلسطيني في الوطن والشتات. وهذه الجائزة هي أرفع جائزة أدبية غير حكومية لفئة الشباب في فلسطين. فازت القاصّة عن قصتها القصيرة “في خلقه شؤون” بالمرتبة الأولى في مسابقة “قصص على الهواء” التي تنظمها مجلة العربي الكويتية شهريا. والقصة منشورة في عدد سبتمبر 2017 من المجلة. أمّا في مجال أدب الأطفال واليافعين، فللكاتبة الأعمال التالية:
رواية لليافعين بعنوان “إجازة اضطرارية”، صادرة عن الأهلية للنشر والتوزيع 2016. فازت الأهلية للنشر والتوزيع عن هذه الرواية بجائزة الملتقى العربي لناشري كتب الأطفال لعام 2017، فئة روايات اليافعين. كما كانت قد ترشحت هذه الرواية في القائمة القصيرة لجائزة اتصالات الإمارات عام 2016، فئة كتب اليافعين.
قصة فكاهية لليافعين بعنوان “الأسطورة”، فازت الكاتبة عن هذه القصة بالجائزة الأولى في مسابقة الكتابة الفكاهية للأطفال واليافعين لعام 2017، والتي نظمتها دار الحدائق في لبنان. القصة في طريقها إلى النشر.
قصة للأطفال بعنوان “الجنية الغجرية”، صادرة عن ورشة فلسطين للكتابة 2016.

## مؤلفاتها

### مجموعات قصصية
- الأسياد يحبون العسل”، صادرة عن دار أوغاريت للنشر، رام الله، عام 2013.
- “معطفُ السيّدة”، صادرة عن الأهلية للنشر والتوزيع، عمان، عام 2017.
- "ما جرى في الدومينيكان"، صادرة عن العائدون للنشر، عمان، عام 2021.
- "دعوة إلى استلقاء طويل"، صادرة بصيغة إلكترونية عن سلسلة كتب كناية، عام 2023.

### روايات وقصص لليافعين
- رواية لليافعين بعنوان "تدمير العالم في 46 ثانية" صادرة عن دار الياسمين لكتب الأطفال، عمان، 2023.
- رواية لليافعين بعنوان “أنا والشلة”، صادرة عن دار الحدائق لكتب الأطفال، بيروت، 2019.
- رواية لليافعين بعنوان “إجازة اضطرارية”، صادرة عن الأهلية للنشر والتوزيع، عمان، 2016.
- قصة لليافعين بعنوان "الأفعى الحمراء"، صادرة عن كتب نون- مؤسسة ناهد الشوا الثقافية، كندا، 2019.
- قصة فكاهية لليافعين بعنوان “الأسطورة"، صادرة عن دار الحدائق لكتب الأطفال، بيروت، 2017.
- قصة للأطفال بعنوان “الجنية الغجرية”، صادرة عن ورشة فلسطين للكتابة، رام الله، 2016.

### الجوائز
- جائزة الكاتب الفلسطيني الشاب لعام 2015 عن مجموعتها القصصية الثانية "معطف السيدة"، والتي تمنحها مؤسسة عبد المحسن القطان كل عامين لأفضل نص في مجالات الشعر والقصة القصيرة والرواية، للشباب الفلسطيني في الوطن والشتات. وهذه الجائزة هي أرفع جائزة أدبية غير حكومية لفئة الشباب في فلسطين.
- جائزة اتصالات (المجلس الإماراتي لكتاب الطفل) عام 2023 عن رواية "تدمير العالم في 46 ثانية"
- جائزة الملتقى العربي لناشري كتب الأطفال لعام 2020 عن قصة "الأفعى الحمراء"
- جائزة الملتقى العربي لناشري كتب الأطفال لعام 2017 عن راوية "إجازة اضطرارية"
- جائزة الكتابة الفكاهية للأطفال واليافعين لعام 2017 عن قصة "الأسطورة" والتي نظمتها دار الحدائق في لبنان